# Herrera (Sevilla)
Herrera es un municipio español de la provincia de Sevilla, en la comunidad autónoma de Andalucía. Posee una situación privilegiada al encontrarse en un lugar de encrucijadas, situada en el centro geográfico de Andalucía, dista menos de una hora de capitales de provincia como Córdoba, Málaga y Sevilla, y a poco más de una hora de Granada.

## Contexto geográfico
En el año 2012 contaba con 6526 habitantes. La extensión de su superficie es de 53,63 km² y tiene una densidad de 121,93 hab/km². Sus coordenadas geográficas son 37° 22′ N, 4° 50′ O. Se encuentra situada a una altitud de 254 metros y a 120 kilómetros de la capital de provincia, Sevilla, y a apenas 12 km de Puente Genil (provincia de Córdoba).

## Etimología
Su nombre se debe a las inscripciones latinas de su escudo: Populus (pueblo), Natus (nacido), Ignique (del fuego) y Ferro (y del hierro).

## Geografía

### Ubicación

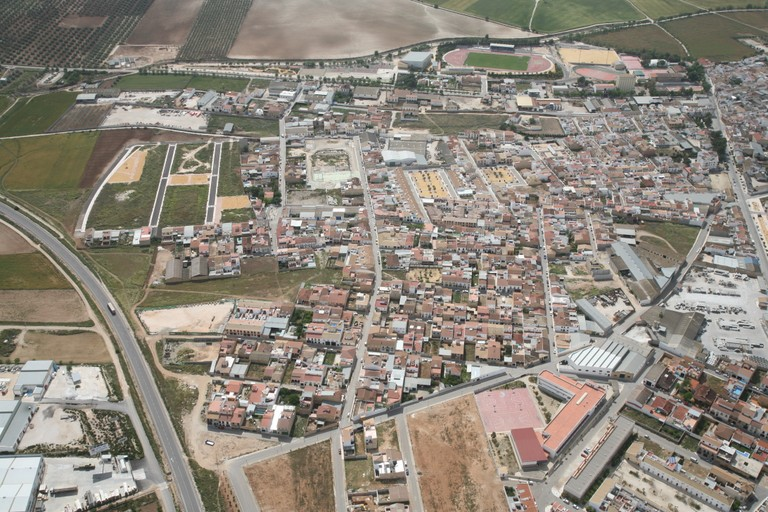
Vista aérea de Herrera (Sevilla).

El término municipal de Herrera se encuentra situado en el extremo sudoriental de la provincia de Sevilla, fronterizo con la provincia de Córdoba, en la comarca de Estepa con una extensión de 53,36 kilómetros cuadrados.
Herrera se encuentra situada en las siguientes coordenadas:
- Latitud: 37°22′5″ N
- Altitud: 4°50′45″ O

Limita al norte con el río Genil y término de Écija, al sur con término de Estepa, al este con término de Puente Genil y al oeste con término de Marinaleda.

### Relieve
Herrera tiene una altitud media de 251 m sobre el nivel del mar, siendo su altitud máxima de 318 m en la Cuesta del Chaparral, en la carretera de Casariche. Su altitud mínima es de 140 m en la fábrica de electricidad de San Calixto. Esto provoca que el término tenga una pendiente media del 5 %.
Otras cotas importantes son:
- Cerro Gordo...........................................315 m
- Cerro Chirino..........................................300 m
- Atalaya de la Vieja.....................................280 m
- Cerro Martos..........................................270 m
- Cerro Blanco..........................................250 m
- Cerro del castillo de Alhonoz..............................242 m
- Cerro de los Sitillos....................................240 m
- Cerro de la Plata.......................................216 m
- Cerro Olivares.........................................205 m

### Geología
El espacio que ocupa el término de Herrera formó parte en la antigüedad de una región conocida como la Depresión Bética, que hace millones de años, en la Era Terciaria, constituía un mar y luego convertida en tiempos geológicos recientes en cuenca del Guadalquivir al ir depositándose en aquellas aguas los materiales arrastrados desde las alturas montañosas de la cordillera Penibética, al que pertenecen las sierras calizas de: "Estepa", "Las Yeguas" y "Ronda". Montañas éstas que, a causa del movimiento alpino emergieron en la Era Terciaria de otro mar; el antiguo Estrecho Bético o Depresión Central (Era Secundaria). En el fondo de este mar se depositaron los materiales de erosión de los macizos del Rif y  Macizo Galaico-Duriense. Aquellas tierras de arrastre, generalmente suaves y finas, conformaron un terreno apto para el cultivo en el que hoy se cultiva principalmente el olivar y el cereal.
Los terrenos de Herrera están formados principalmente por margas calizas y no calizas, originadas en su mayoría durante los períodos Holoceno y Pleistoceno de la era Cuaternaria, hace aproximadamente 2,5 millones de años. Estas formaciones constituyen la mayor parte de las tierras de labor que actualmente se observan en el término municipal de Herrera.
Además, existen núcleos geológicos más antiguos en la zona, correspondientes al período Eoceno de la era Terciaria, con una antigüedad aproximada de 40 millones de años. Estos terrenos se extienden desde el cerro del Tesoro y la carretera de Casariche hasta el cerro Chirino, incluyendo también el entorno del cerro Martos. Se trata de antiguos fondos marinos que quedaron al descubierto tras la retirada de los mares que cubrían la región en aquella época. En estas áreas es común encontrar fósiles marinos, como conchas de diversas formas y tamaños, erizos de mar, restos de esponjas, corales, y numerosos fragmentos óseos y dientes de peces y otros animales marinos.
Por otro lado, los terrenos más antiguos del término de Herrera se localizan al noreste de las Carrizozas, en el triángulo formado por los cortijos de las Carrizozas, el Peñón de la Carne y la Fuente de las Carrizozas. Estas formaciones pertenecen al Cretácico Superior e incluso podrían remontarse al Jurásico, con una antigüedad estimada de hasta 190 millones de años. Esta datación se ha podido confirmar gracias al hallazgo de fósiles de ammonites y minerales característicos de esa época.

### Climatología
La situación geográfica del término herrereño lo aísla de la intensidad de las influencias mediterráneas, merced a la muralla que al sur alza el sistema Penibético, y lo abre a las atlánticas, dando paso a los vientos y lluvias procedentes del golfo del Guadalquivir. A pesar de su cercanía con el mar Mediterráneo, Herrera tiene rasgos de continentalidad marcados, ya que las acciones del mar se ven disminuidas por la citada barrera montañosa y no logran moderar los contrastes térmicos con veranos muy calurosos e inviernos fríos en intenso contraste térmico.
Con todo, el clima resultaría bueno de no ser por el castigo frecuente de los tenaces vientos solanos y las temperaturas máximas del verano al contrario que las mínimas no muy bajas; de ahí que se constituyera en todo un acontecimiento la nevada del 18 de enero de 1957, precedida por la magnífica nevada del 3 de febrero de 1954, la mayor de este siglo, que a muchos recordó la no menos espectacular de las Navidades de 1926, bastante mayor que la de 1822 reputada por grande en su día, cuando no logró rebasar las seis pulgadas (15 cm).
- Precipitación media anual...................................503,5 l
- Temperatura media anual....................................17 °C

### Hidrografía
El ligero declive que tiene nuestro término en dirección sur a norte hace que este se encuentre atravesado por varios arroyos que nacen en la zona de Estepa y se dirigen a la cuenca del Genil, en el término de Herrera.

#### Río Genil

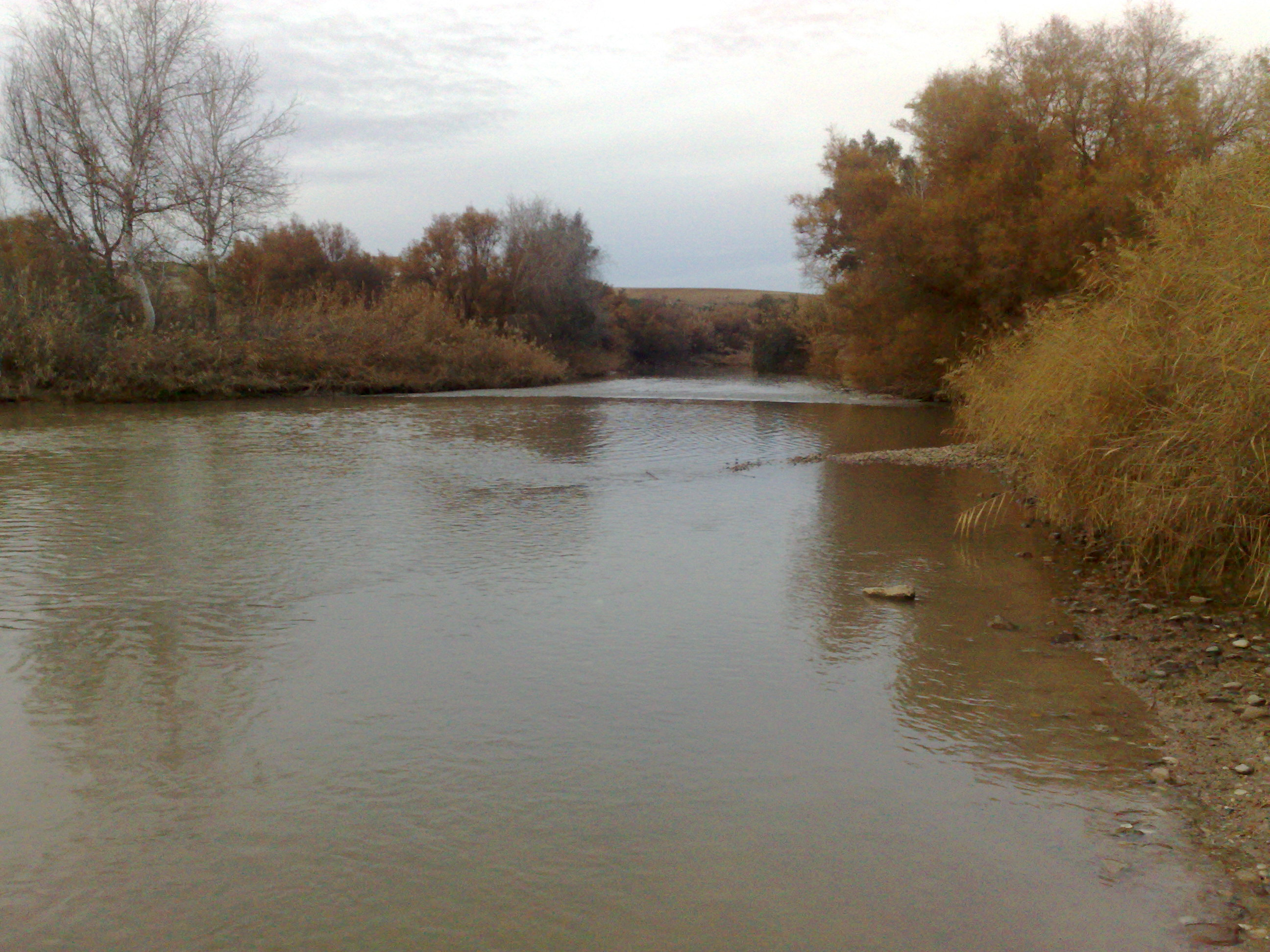
El río Genil a su paso por el término herrereño.

Tras atravesar la villa de Puente Genil, el río Genil toma dirección no pasando por las riberas Baja, Puerto Alegre, Rabanal y Remolino; pasa por el Charcón y rodea los Castellares entrando en el término de Herrera en la desembocadura del Arroyo Blanco; desde aquí, el Genil se ensancha formando meandros que con el tiempo cambian el curso del río, debido a los sedimentos que va depositando en sus orillas; en esta zona de Arroyo Blanco, existe una de esas madres viejas en la llamada Isla de Barrabás. Continúa su curso hacia el Oeste hasta las Cobatillas, donde poco antes es atravesado por un pequeño puente de reciente construcción y una barca para cuando el nivel de las aguas cubre dicho puente; desde este punto, gira bruscamente en dirección norte, hacia las fértiles islas de Alhonoz, donde antiguamente cambiaba su lecho por varios sitios diferentes, hasta que lo frena la presa de San Calixto en el confín del término herrereño, para seguir en dirección N hasta la ciudad de Écija.
Durante su recorrido por el término herrereño, recibe las aguas del Arroyo Blanco, Arroyo Hondo, con sus afluentes el Arroyo de los Borrachos y el Arroyo del Padrón; dicho Arroyo Hondo desemboca en el Genil junto al caserío de las Cobatillas, y más adelante, en las tierras de Alhonoz y por la llamada Isla de los Gitanos desemboca el Arroyo Salado con su afluente el Arroyo Cerverales o Saladillo.
La longitud total que recorre el Genil por el término de Herrera es de 5775 m aproximadamente.

#### Arroyo Hondo
Nace a unos 700 m de altura, a espaldas de Estepa, en la sierra del Becerrero. Tieno por afluentes dentro del término herrereño el arroyo de los Borrachos y el arroyo del Padrón.
Desde su nacimiento hasta que cruza Estepa se le conoce con el nombre de Arroyo Seco; desde aquí hasta cerca del cortijo de Cañaveralejo se le conoce como Arroyo del Piralejo; desde cerca de Cañaveralejo hasta el Apretado se le conoce como Arroyo Cañaveralejo; desde el Apretado hasta Herrera se conoce con el nombre de Arroyo Pilancón, y desde la salida de Herrera hasta su desembocadura en el Genil se le conoce como Arroyo Hondo.
La longitud que tiene a su paso por el término herrereño es de 9875 m.

#### Arroyo Salado
Este nace cercano al cortijo de Pedro Cruzado. Tiene por afluentes el Saladillo o Arroyo de los Cerverales y el Regato de la Fuente de las Carrizozas. En parte su recorrido sirve de límite entre el término de Herrera, Estepa y Marinaleda.
La longitud que tiene a su paso por el término herrereño es de 9050 m.

#### Arroyo del Padrón
Tiene su nacimiento entre los denominados Balcones de Pilatos y Estepa, aunque su mayor venero de agua se encuentra en la Añoreta.
La longitud que tiene a su paso por nuestro término es de 7500 m.

#### Arroyo Blanco
Recoge las aguas procedentes de la vertiente Norte del cerro Martos. Desemboca directamente en el río Genil, sirviendo en su último tramo como límite entre los términos de Herrera y Puente Genil.
La longitud que tiene a su paso por el término herrereño es de 1450 m.

#### Arroyo de los Borrachos
Recoge sus aguas procedentes de la zona del Pozo Antonio y la Veguilla.
La longitud que tiene a su paso por el término herrereño es de 3625 m.

#### Arroyo de la Vizcaína
Tiene su nacimiento en el venero de agua del Pozo Antonio. Este arroyo desemboca directamente en el Genil, en la finca del Charcón, al Sureste de los Castellares.
La longitud que tiene a su paso por nuestro término es de unos 1250 m.

## Historia
Es muy difícil poder citar una fecha concreta sobre el origen y la forma en que surgieron los pueblos que pertenecieron a la Orden de Santiago y posteriormente al Marquesado de Estepa. Hasta ahora sólo se sabía que la fundación de la mayoría de estos pueblos había tenido lugar tras la venta de la encomienda Santiaguista a Don Adán Centurión, pero su existencia como pequeñas aldeas, a las que se les denominaba "cortijos", era muy posterior.
Tras la conquista por el rey Fernando III de Castilla de estas tierras, se hizo entrega de las mismas a las Órdenes Militares, para así establecer una zona fronteriza a lo largo del Reino de Granada que sirviera de defensa y fundación de lugares con personas que, mediante franquicias, se fuesen estableciendo en ellas. Sin embargo, esta fundación de lugares no fue posible en un principio, puesto que estas tierras sufrían continuadamente el acoso de los ejércitos del Reino de Granada, principalmente de los moros de Archidona y Serranía de Ronda, que eran tribus bereberes muy temidas, llevando a cabo continuadamente destrozos de las cosechas, robos de ganados y captura de prisioneros, siendo la vida imposible fuera de los recintos amurallados.
Tras la conquista de Antequera en 1410, y en especial con la toma de Archidona en 1468, las tierras dejaron de ser zona fronteriza, y con ello llegó un poco de tranquilidad, permitiendo que las personas pudiesen salir y establecerse en los campos. Por lo que a partir de esta última fecha pueden datarse el origen primitivo de Herrera y demás pueblos que pertenecían a Estepa; aunque sólo pueden considerarse con población un poco estable a partir de la conquista de Granada en 1492, salvo Marinaleda y Miragenil, cuyo nacimiento fue en fechas posteriores.
En los terrenos que hoy ocupa el pueblo se estableció una dehesa boyal de unas 1800 fanegas, a la que acudían personas con sus ganados, y donde se formaron cuatro o cinco huertas en el borde del arroyo que cruza el pueblo, Pozo Antonio y Álamo del Campo; ya que, son éstas las primeras zonas dedicadas a la agricultura en el denominado ruedo de Herrera, y donde estas personas construirían pequeñas chozas o albergues, en lo que hoy es el pueblo, para los ganados y aperos de labranza que con el tiempo dieron lugar al Cortijo de Herrera. Herrera surgió como cortijo entre el año 1511 al 1514. Un ejemplo de cómo surgió Herrera lo podemos ver en los cortijos de Las Carrizosas, donde podemos apreciar adosarse unos edificios a otros llegando a formar casi una especie de calle. Otro ejemplo lo podemos observar en la aldea La Salada, donde la agrupación de sus casas van formando una pequeña calle.
Durante muchos años, la Dehesa del Cortijo de Herrera permaneció dedicada exclusivamente al uso del ganado, hasta que con la venta a D. Adán Centurión hay un espectacular aumento de población en todo el Estado de Estepa, cuyo hecho no hay que atribuirlo porque pasara a manos privadas, sino porque la paz hizo posible la roturación de tierras que antes habían sido de peligrosa ocupación, así como el asentamiento de personas venidas de fuera. En nuestro pueblo, según los archivos de protocolos de Estepa, se comienza a roturar pequeñas extensiones de tierra por la periferia de la Dehesa y sus arrendatarios van usurpando, poco a poco, parte de sus terrenos.
Hasta el año 1610, fecha que coincide con la definitiva expulsión de los moriscos del Reino de Granada, los documentos referentes a nuestro pueblo son muy escasos, aumentando éstos, especialmente entre los años 1610 y 1630. Entre estas dos fechas se asientan definitivamente en Herrera un grupo de labradores y ganaderos. Caracterizándose la población del Cortijo de Herrera, anterior a estas fechas, por su movilidad, yendo de un sitio a otro en busca de trabajo. Este grupo de vecinos de Estepa que se asientan en estos años forman lo que hoy es la calle Puente.

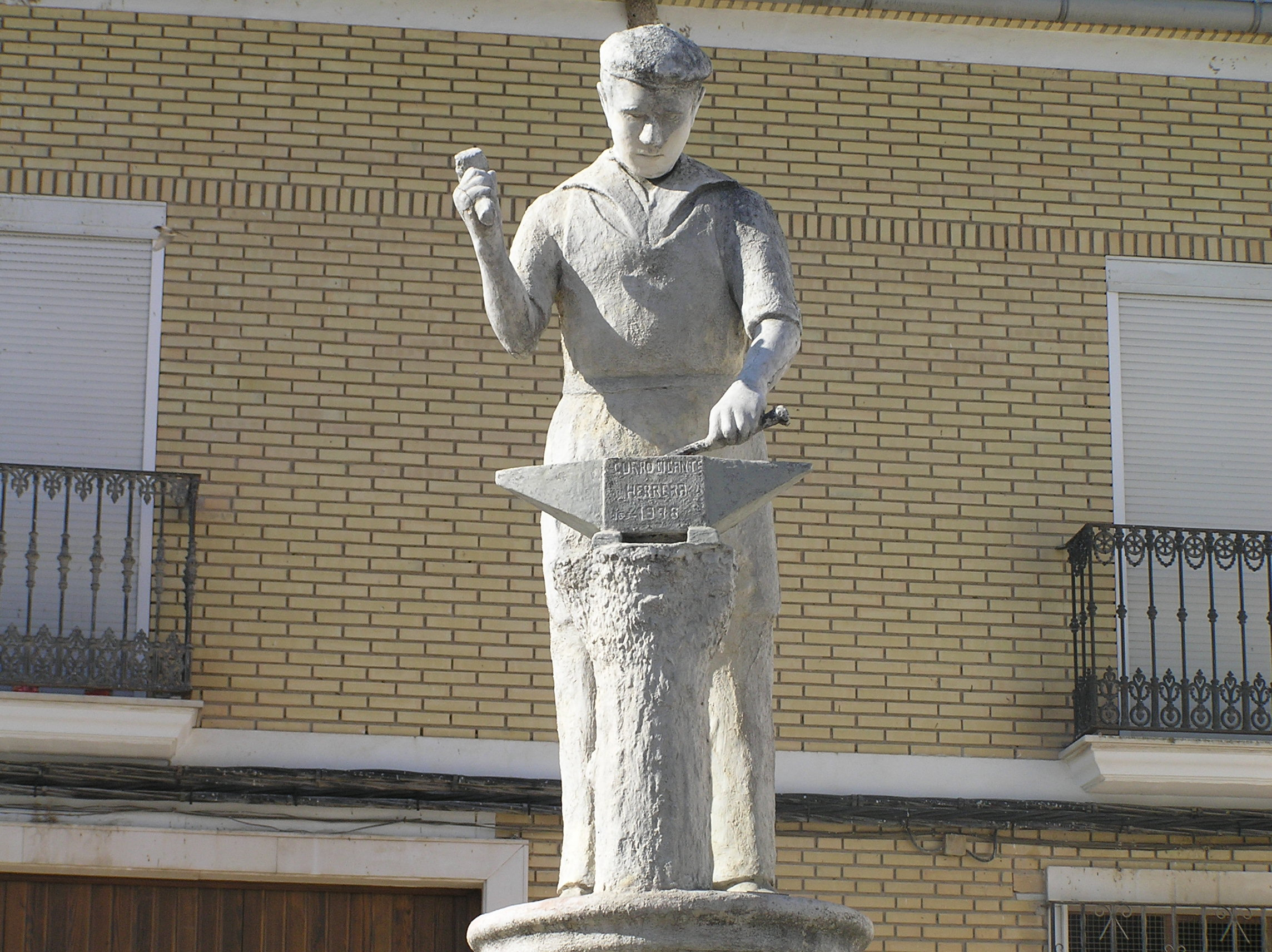
El herrero, la figura más emblemática del pueblo que incluso aparece en su escudo.

Coincidiendo con la expulsión de los moriscos todos los lugares del término de Estepa crecen en población. Hecho que podemos comprobar en el repartimiento del servicio ordinario (impuesto para gastos de guerra) de estos lugares en el año 1611.
En todos los documentos de estas fechas, a nuestro pueblo se le nombra siempre como el Cortijo o Partido de Herrera, hasta que en el año 1631 hay un gran aumento de documentos referentes al mismo y nos aparece como la Puebla de Herrera. Aquí es donde esta la importancia de nuestro pueblo en la historia de España, pues, en este año, según las escrituraciones de ese año y siguientes, el Consejo de la Villa de Estepa decide parcelar en suertes y trances, la mayoría de tres a seis y algunas de ocho fanegas, las dos terceras partes de la Dehesa del Cortijo de Herrera, y su arrendamiento mediante censo enfitéutico, favoreciendo de esta forma que nuestro término estuviese compuesto por pequeños minifundios que han llegado hasta nuestros días. La parte de la Dehesa del Cortijo de Herrera que se comenzó a arrendar, era la zona comprendida entre Herrera, cerro Chirino, Pozo Antonio, laderas del cerro Gordo y zona del cerro de Martos. El motivo de esta venta era hacer un donativo del Estado de Estepa al Rey Felipe IV, cosa que se lleva a efecto en el año 1634, para costear la guerra que se preparaba contra Portugal y Cataluña.
En el legajo 334 del Archivo de Protocolos de Estepa del año 1636 todavía figuran contratos de arrendamiento entre el Consejo de Estepa y algunos vecinos de Estepa, siendo uno de los últimos el de Juan Muñoz de Estepa, que arrienda la octava suerte del tercer trance de la Dehesa de Herrera. En el mismo legajo hay otros contratos similares referentes a la Dehesa de las Carrizosas y Alhonoz, efectuados a resultas de la decisión del Consejo de la Villa de Estepa de donar al Rey 5000 ducados "para guerras y otros efectos". En 1641, con motivo de la guerra con Portugal y Cataluña, el Estado de Estepa ayuda al Rey con un nuevo donativo de 600 ducados, y después, en diferentes ocasiones, con hombres y dinero.
Como vemos por estos datos, la fundación de Herrera como pueblo se produce en 1631 como consecuencia de querer obtener el Consejo de Estepa para continuas guerras en las que se encontraba metida España en esos años y los apremiantes socorros que pedía el Rey Felipe IV para el sostenimiento de estas guerras, llevándose a cabo en Herrera una repoblación con vecinos de Estepa y algunas familias oriundas del Reino de Portugal, Reino de León y gallegos, que son los que dan lugar a que se forme la calle de los Labradores, según se ha podido comprobar con las numerosas escrituraciones de estos años, aunque a partir de 1634 comienzan a venir a Herrera algunos vecinos de los pueblos de nuestro alrededor. Posteriormente, entre los años 1700 y 1750, se observa en Herrera una fuerte inmigración de vecinos de Marinaleda.
La forma de arrendamiento de la Dehesa del Cortijo de Herrera, denominada "censo enfitéutico", era cosa extraña fuera del Reino de Castilla, siendo en estas tierras lo más usual la venta real; sin embargo, se llevó a cabo en algunas zonas aisladas como ocurrió en Herrera, y ello era ventajoso para el arrendamiento, pues, este se convertía prácticamente en dueño de los terrenos con el pago de un tributo anual, que bien podía ser en dinero o en especies de trigo o cebada; pudiendo pasar este tipo de arrendamiento de padres a hijos y sucesores y pudiéndose practicar el subarriendo e incluso la venta de este contrato.
De la misma forma también se llevó a cabo en nuestro pueblo la parcelación de solares para poder construir casas para vivienda, mediante un contrato denominado "Tributo de Gallina", por medio del cual, su propietario tenía que pagar anualmente y a perpetuidad, al Marqués de Estepa, una gallina o en su defecto un valor en reales, quedando por este método el inquilino y sucesores como dueño de la vivienda con la condición de que ésta estuviese terminada antes de tres años. Estas gallinas, a su vez, eran enviadas a la Corte de Madrid, en concepto de otros pagos que tenía que realizar el Estado de Estepa al Rey de España.

## Demografía
Cuenta con una población de 6566 habitantes (INE 2024).
| Gráfica de evolución demográfica de Herrera entre 1842 y 2021                                                         |
| |
| Población de derecho según los censos de población del INE. Población de hecho según los censos de población del INE. |

## Economía

### Evolución de la deuda viva municipal
| Gráfica de evolución de Deuda viva del Ayuntamiento de Herrera entre 2008 y 2020                                |
| |
| Deuda viva del Ayuntamiento de Herrera en miles de Euros según datos del Ministerio de Hacienda y Ad. Públicas. |

## Patrimonio y monumentos

### Museo Municipal
El museo de la localidad aborda temáticas como las de la Medicina antigua, las Ciencias Naturales o la Arqueología. Este importante museo, único en su especie en toda Andalucía, presenta una extensa y valiosa colección de herramientas y materiales utilizados desde tiempos remotos en medicina y cirugía. Más de 700 piezas de toda índole datadas entre los siglos II a. C. y VI d. C. se hallan expuestas en una amplia sala. Y otra importante cantidad de aparatos, herramientas, medicinas, utensilios, matraces, libros, folletos y carteles publicitarios, etc. de nuestro pasado más o menos reciente. Todo ello debido y certeramente explicado en paneles informativos de carácter didáctico. En otra sala se muestran al visitante interesantes colecciones de fósiles, animales disecados, mariposas, insectos diversos, etc. En esta misma sala está instalada la sección de Arqueología, que cuenta con abundante material cerámico, lítico, óseo y metálico procedente de todas las culturas milenarias de Andalucía.

### Fortaleza Árabe de Alhonoz
El significado de la palabra Alhonoz parece ser que es el último bastión o la última frontera. Su nombre aparece por primera vez en las divisiones administrativas que hicieron los árabes, y en los primeros amojonamientos llevados a cabo entre Écija y Estepa.
Durante el gobierno de los Emires, el acceso a Córdoba se flanqueó, de trecho en trecho, de medianos y pequeños castillos que sirvieran de morada y defensa a las patrullas armadas que atendían a la seguridad de las comunicaciones por todos su recorrido, manteniendo estos caminos libres de salteadores y gentes peligrosas. Este es el origen de la fortaleza árabe de Alhonoz que estaría en comunicación con la Calzada de Al-Rasif y otros caminos que comunicaban Écija y Córdoba con las costas mediterráneas.
La Calzada de Al-Rasif y sus ramificaciones, que permitían la comunicación de Córdoba con el Estrecho y el continuo contacto con Marruecos, fue la principal base de las relaciones del Emirato con el mundo exterior y la mejor garantía de su defensa, puesto que por ellas les llegaba continuamente de los bereberes africanos. Cuando Córdoba perdió, temporalmente, el dominio sobre estas vías de comunicación, pudo apreciar lo que había significado para su grandeza y poderío.
Esta pérdida transitoria de dominio del Emirato cordobés sobre las vías de comunicación se produjo con la sublevación del hispano-berberisco Omar Ben-Hafsún, natural de la comarca de Iznate, el cual, para evitar malos tratos y persecuciones por parte del elemento árabe, adjuró de sus creencias cristianas y abrazó el islamismo.
En el siguiente enlace podemos ver un curioso video sobre Alhonoz: 

### Yacimientos arqueológicos
En Herrera se han encontrado restos ibéricos, romanos y árabes.
En las afueras del pueblo, en dirección a Estepa, se encuentra el denominado Conjunto Termal de Herrera. Se trata de una extensa villa romana en la que se pusieron al descubierto varias piscinas de mármol, hornos para calefacción de habitaciones y siete mosaicos de grandes proporciones, entre los que destacaba uno con una escena pugilística (enlace roto disponible en Internet Archive; véase el historial, la primera versión y la última).. Las grandes cantidades de pinturas y mármoles aparecidas hacen pensar que nos encontramos ante una de las mejores villas de recreo conocidas.
Otras villas importantes se encuentran situadas en el Arroyo del Padrón, La Noriega, Las Palominas y Los Cortijos de Alonso, esta última de gran importancia por los materiales aparecidos desde muy antiguo. En sus proximidades se encuentra el río Genil (el antiguo Singilis), en cuya más próxima cota máxima se ubica una fortaleza árabe. Esto explica también que una de las inscripciones romanas aparecidas en el término de Herrera mencione el pagus Singiliensis o "pago del Genil". En total, el término municipal de esta villa cuenta con unos 90 yacimientos, que abarcan desde el Bronce Final hasta la época árabe.

### Santuarios religiosos

#### Iglesia de Santiago El Mayor
Esta parroquia fue fundada en 1657 y remodelada en 1780. En ella destacan su gran cúpula y retablo barroco del siglo XVIII, en el que se venera la imagen del titular. En imágenes destacan la
de la Virgen del Rosario que data del S XVI, la de un crucificado de hacia el 1600; una imagen de vestir de la Virgen de los Dolores de la Escuela Granadina del siglo XVIII; el primer Jesús Nazareno tallado por el sevillano Castillo Lastruci; y Cristo Resucitado, obra del prestigioso imaginero Francisco Buiza.
Han sido adquiridas por otras Hermandades locales una bonita imagen de la Virgen de la Esperanza, obra de Castillo Lastruci.

#### Ermita de La Concepción
Las obras de edificación de la ermita se iniciaron hacia el año 1732. En 1746 ya se hallaba cubierta y bendecida y se oficiaban misas en ella, y a finales de 1749 se acaba de terminar con el remate de una torre de espadaña a la que se le colocan dos campanas, conocidas en la antigüedad, en nuestro pueblo, como la gorda y la chica. La obra de la ermita fue costeada por medio de donativos por los moradores de Herrera.
Situada en la plaza de España, fue saqueada, al igual que la Parroquia, en 1936.
Se compone de dos naves cubiertas por bóveda de cañón, lunetos y copulitas. Las imágenes que allí se veneran son: Corazón de Jesús, Inmaculada, Virgen del Carmen, Cristo Crucificado, Virgen Milagrosa, María Auxiliadora, San José de la Montaña, Nuestra Señora del Rosario de Fátima, Santa Rita y Dulce Nombre de Jesús, todas ellas obras en serie y sin interés, excepto la Inmaculada que data del siglo XVII y fue traída a Herrera siendo párroco don Antonio Tineo Lara. Además de esta, también destaca la reciente incorporación de Nuestra Señora de Belén y de María, Aurora de la Resurrección, ambas obras del escultor pontanés Luis Sergio Torres Romero. A los pies de esta última se encuentra la pila bautismal en cuyo basamento se lee: Año 1692. Procede de la parroquia.
El cáliz utilizado en esta iglesia fue donado por la condesa de Santa Teresa, Teresa de Jesús Cepeda Alcalde.
A los pies del altar mayor, bajo su enlozado, existe una lápida con la siguiente inscripción:
"Estas dos sepulturas son de Don Bartolomé García del Campo y Calderón, y Dª Catalina Muñoz Almagro Montero y Noe y sus herederos. Dun Mortui Sint. Requiescant In Pace. 1.748."
Bajo la pilita de agua bendita, existe una sepultura de doña Isabel Calderón, viuda de D. Francisco López Carrillo, la cual se hizo enterrar en dicho lugar: "para que toda persona que entrare, en dicha Iglesia, pise mi sepultura y disperse si puediere ser el agua bendita. Año de 1.770."
En 1929, se le adosó, a la torre de espadaña, un reloj que fue comprado por el Ayuntamiento a la casa Roses Hermanos de Valencia. Fue pagado en plazos trimestrales de 750 pesetas y en precio total de 6000 pesetas, quedando como primer encargado del reloj don Fernando Onsolve Calvo.
Desde finales del siglo XIX existía en el interior de la Parroquia de Santiago otro reloj que era el que marcaba oficialmente las horas en Herrera, estando como su primer encargado don Fernando Bascón Valdés, que estuvo hasta 1909, continuando en 1910 don Rafael Carmona Muñoz hasta 1929.

### Chimenea de Prograsa
Su construcción no es muy remota en el tiempo, como puede ser la de los santuarios religiosos nombrados anteriormente, pero este hito supone parte del carisma y la personalidad del pueblo herrereño.
Construida en el año 1961, su altura supera los 27 m y el material con el que se edificó es autóctono. Los ladrillos se fabricaron en los tejares de la localidad y el maestro de obras que intervino en su construcción fue un vecino de Herrera, Francisco Muñoz Moreno Curro Gigante. La chimenea formaba parte de una almazara de aceite que regentaba Ramón Guillén García, quien construyó esta fábrica años antes. Posteriormente fue adquirida por la empresa Prograsa, y después traspasada a otras empresas.
Esta fábrica tuvo mucha importancia en la economía local ya que en ella llegaron a trabajar más de 200 personas. Cabe destacar, que en su última etapa de funcionamiento se fabricó aceite cumpliendo con el estilo Kosher, alimentos preparados de acuerdo a los requirimientos de la Ley Judía, siendo el proceso de fabricación vigilado por un rabino.
Esta edificación es el símbolo de la industrialización de Herrera, siendo fundamental para fijar la población en el municipio, ya que entre los años 1949 y 1960 emigraron 3000 herrereños, y tras la puesta en marcha de dicha industria la población se estabiliza.
Actualmente, la zona en la que se ubica es popularmente llamada Prograsa y en derredor de esta se encuentran viviendas y zonas de ocio como un parque infantil o algún que otro bar.

## Fiestas

### Carnaval
Según cuentan los mayores, este pueblo de la provincia de Sevilla siempre ha vivido de una manera especial la fiesta de Carnaval. El amplio itinerario permite que todas las personas que participan luzcan sus disfraces, bajo la atenta mirada de los herrereños que se concentran en las aceras, balcones y ventanas. En la misma puerta del Ayuntamiento se instala una improvisada pasarela donde desfilan los participantes al final del itinerario. Finaliza esta jornada con un multitudinario baile al que asisten gran parte de los habitantes de Herrera. 
También, una semana antes del pasacalles con los disfraces propios de esta fiesta, los componentes de la Estudiantina (comparsa herrereña) cuentan en sus canciones, muchas de ellas con dotes humorísticos, las anécdotas ocurridas en la localidad a lo largo del año con algunas pinceladas de la actualidad nacional.

### Día de Andalucía
Este día que celebramos en toda Andalucía tiene una particular forma de festejarse en Herrera.
Los vecinos de la localidad acuden a la plaza de Andalucía, allí se llegan a congregar aproximadamente 1700 personas que participan en esta celebración degustando sin coste alguno los productos culinarios, bebidas varias y disfrutando de las actuaciones musicales. Todo ello relacionado, lógicamente, con lo herrereño y lo andaluz.

### Semana Santa
Si se puede describir la Semana Santa herrereña con algún adjetivo, ese es el de la singularidad. Se trata de una Semana Santa que reúne muchas influencias y las aúna de tal forma que se ha convertido en singular, carismática y autóctona. Es muy similar a la Semana Santa pontanesa, popularmente conocida como "la mantera", pues las dos mantienen el espíritu bíblico de la Semana Santa. Ahí radica su singularidad, pues el desfile procesional (a diferencia como pasa en muchos otros lugares) se convierta en una auténtica representación bíblica en la calle, ejemplo de las escenificaciones del "Prendimiento", "el Sacrificio de Isaac", "el Cruce de lanzas", "las Tres caídas". Antiguamente se representaba "El Descendimiento", escenificación perdida en la que participaban la Hermandad Servita de Ntra.Sra. de los Dolores, Las Marías (que pertenecían en sus orígenes a dicha hermandad) y a una imagen titular de la Hermandad Servita de un cristo yacente articulable. 

#### Hermandades y Corporaciones
- Hermandad Ntro. Padre Jesús Nazareno en su entrada triunfal en Jerusalén
- Hermandad del Santísimo Cristo de la Misericordia.
- Venerable Hdad. de Penitencia de Ntro. Soberano Redentor Jesús Nazareno y Santa Cruz de Jerusalén .
- Hermandad de los Penitentes de Nuestra Señora de la Esperanza
- Hermandad de San Juan Evangelista.

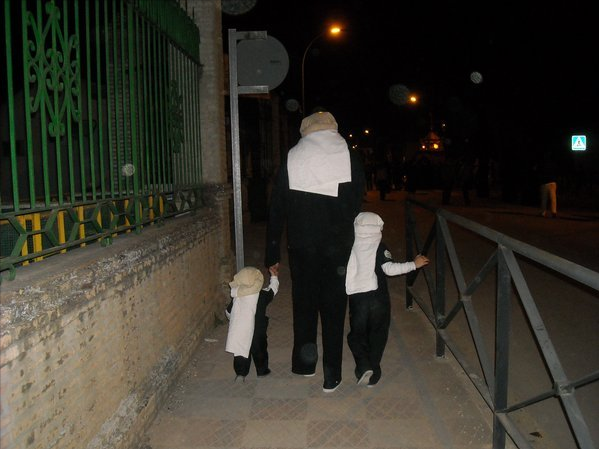
Semana Santa en Herrera

- Hermandad Servita de Ntra.Sra. de los Dolores.
- Hermandad del Santísimo Cristo Crucificado.
- Hermandad del Santo Entierro de Ntro. Señor Jesucristo.
- Hermandad de la Resurrección y Dulce Nombre.
- Hermandad de Nuestra Señora del Rosario de Fátima.
- Hermandad de Nuestra Señora del Rosario.
- Hermandad de la Inmaculada Concepción de María.
- Corporación de los Apóstoles.
- Corporación de los Defensores de Jesús.
- Corporación de los Defensores del Templo.
- Corporación de las Marías.
- Corporación de los Profetas.
- Corporación de los Romanos.

#### Domingo de Ramos
Este día se rememora la última entrada de Jesús en Jerusalén, rodeado por una multitud de fieles con ramos de palmas y vítores al Hijo de Dios.
La imagen que procesiona es la de Jesús Nazareno en su entrada triunfal a Jerusalén.
Los herrereños reproduciendo ese día acompañan al paso con ramos de palmas y vítores.

#### Miércoles Santo
Este día se realiza un solemne Vía Crucis que es acompañado por multitud de fieles y creyentes alumbrando el camino con sus velas y adorando a Jesús mediante oraciones y cánticos. Al mismo tiempo, los costaleros del Cristo Crucificado de Herrera portan el paso a la Parroquia de Santiago El Mayor. Una vez allí, confluyen imagen y paso para hacer la tradicional "clavá", en la cual instalan la imagen del Cristo en el paso que el Sábado de Gloria procesionará por las calles del municipio. Este acto se ha convertido en un rito en el pueblo y, para presenciarlo, acuden multitud de herrereños y personas procedentes de otros pueblos, además de familiares que llegan desde distintos puntos de la geografía nacional.

#### Jueves Santo
El Jueves Santo comienza por la tarde con la celebración de los Santos Oficios en la Parroquia de Santiago El Mayor. En ellos destaca la escenificación del Lavatorio, en el que participa la corporación de Los Apóstoles.
Una vez terminados los Santos Oficios, se rinde culto a tres hermandades: Cristo de la Misericordia, Ntro. Padre Jesús Nazareno y Ntra. Sra. de la Esperanza; y cinco corporaciones: Romanos, Apóstoles, Defensores de Jesús, Defensores del Templo y Profetas, custodiadas por una multitud de fieles.
Al caer la tarde llega la procesión a la plaza del pueblo donde se representa otro pasaje de la Pasión: El Prendimiento. En este acto participan las hermandades de Nuestro Padre Jesús Nazareno y las corporaciones de los Romanos y Apóstoles, momento en el que Judas entrega a Jesús a los Romanos
Después de esta escenificación, los Romanos acompañan a Jesús Nazareno por el resto de su recorrido por las calles del pueblo.

#### Viernes Santo
Es el día central de la Semana Santa, es la procesión más larga, en la que más hermandades y corporaciones procesionan, en la que más pasajes de la Pasión de representan, y la más numerosa también por el infinito número de fieles y devotos que la acompañan
Cuando la procesión llega a la plaza del pueblo, se realizan los actos de la Pasión de Jesús debidamente explicado por el cura-párroco. Se representa el Sacrificio de Isaac, la escenificación del popularmente conocido ‘’Cruce de Lanzas’’, las Tres Caídas.
Son los actos de un día, largamente triste para los fieles creyentes, en los que procesionan las hermandades de Jesús Nazareno, San Juan, Ntra. Sra. de los Dolores, y las corporaciones de los Romanos, Profetas, Defensores de Jesús, Defensores del Templo, Apóstoles y Marías.

#### Sábado de Gloria
Amanece el Sábado Santo con la sensación de tristeza en el alma de los creyentes.
Es una procesión silenciosa y taciturna. Sólo las velas de los fieles iluminan la oscuridad de las calles del pueblo. Los Romanos con sus tambores roncos, en señal de duelo, escoltan al Santo Sepulcro hasta su entierro.
Rinden culto público el Sábado Santo las hermandades de Cristo Crucificado, Santo Sepulcro y Virgen de los Dolores, acompañadas de las corporaciones de Las Marías, Penitentes de la Virgen y Romanos. 
Como puntos especiales del día, destaca el paso de las Hermandades por la estrecha calle Roldán, y por las Calles Estepa, Lola y Martín Arjona en absoluta oscuridad, dando aun si cabe más solemnidad a este cortejo procesional

#### Domingo de Resurrección
La tristeza del día anterior se torna de alegría al alba del domingo. Se celebra la Misa de Resurrección. Los romanos, que montan guardia delante de la piedra sepulcral, saldrán corriendo despavoridos al ver a Cristo resucitar de entre los muertos.
Preceden a la imagen de Cristo una representación de todas las hermandades y corporaciones que han desfilado en las procesiones de estos días.

#### Actos
Los actos que se escenifican en la Semana Santa herrereña y que la hace única y llena de fe y tradición son:
- El Lavatorio (Jueves Santo)
- Prendimiento (Jueves Santo)
- Sacrificio de Isaac (Viernes Santo)
- Cruce de Lanzas (Viernes Santo)
- Las Caídas (Viernes Santo)

### San Marcos
El día 25 de abril los habitantes de esta localidad sevillana se trasladan a diferentes puntos para disfrutar de una jornada campestre.
Es momento de salmorejo, tortillas, paella y un sinfín de manjares culinarios que todos degustaran.
Aunque pueda parecer extraño, siendo Fiesta Local en honor a San Marcos, dicho día no procesiona ninguna imagen alusiva a dicho Santo.
“Atar el Diablo”, tradición que consiste en unir dos “jaramagos” y que simboliza la expulsión de todo mal, es el último acto que se lleva a cabo en este día.

### Romería en honor a Ntra. Sra. Del Rosario de Fátima
El segundo domingo del mes de mayo, se celebra la Romería en honor de Ntra. Señora del Rosario de Fátima. Desde primeras horas de la mañana un centenar de carrozas conducidas hasta la plaza de España y engalanadas para la ocasión se concentran en la plaza del pueblo, donde se rezará el Rosario y posteriormente una Misa Rociera a la que acuden prácticamente la totalidad del vecindario. 
Una vez finalizada la Misa Rociera, la carroza donde previamente se ha colocado la imagen de Ntra. Señora del Rosario de Fátima, comienza su andadura hasta el recinto de "Las Carrizosas", lugar este donde se concentran unas seis mil personas. 
Cientos de personas hacen el camino andando, otros subidos en las carrozas remolcadas por tractores, carruajes tirados por caballos, sin olvidar, a los caballistas y amazonas que escoltan a cuantas personas peregrinan hacía el terreno anteriormente citado.
También los hay que se acercan con su vehículo particular cargados de manjares para una larga jornada campestre. 
La llegada de la Virgen al recinto se anuncia a través del repique de las campanas de una ermita que se construyó años atrás para esta ocasión.
Cante, baile, tertulias y una variada muestra de gastronomía: salmorejo majao (elaborado de forma tradicional), otros platos como el picadillo, la paella o las parrilladas satisfacen a todos los presentes.

### Corpus Christi
Esta festividad religiosa se celebra en junio.
Destaca al pasar por la calle Roldán, adornada para la ocasión con pinturas católicas.

### Verbena de San Juan
Se celebra el penúltimo fin de semana de junio (viernes, sábado y domingo) intentando hacer coincidir, si es posible, el día de San Juan con alguno de estos. 
El parque municipal de Luis de la Señá María está considerado como uno de los mejores recintos feriales de los alrededores. Su arboleda, jardines y calles de albero consiguen atraer al público asistente. 
La “Velá de San Juan”, antiguamente se celebraba en la plaza del pueblo, con la sola ubicación de una caseta, además de varias atracciones. 
Casetas públicas y particulares acogen al pueblo herrereño que disfruta con entusiasmo de su “Velá de San Juan”.
Carruajes, caballos, atracciones y actuaciones en la Caseta Municipal ponen la nota festiva de esta Velada.

### Feria de Herrera
El final de la Feria se hace coincidir siempre con el segundo domingo del mes de agosto. Iniciándose, por tanto, el miércoles de dicha semana.
El cartel anunciador del festival flamenco “Pedro de la Timotea” anuncia el primer día de feria, primeras figuras del cante y el baile se dan cita en esta localidad.
Considerada por todos aquellos que han tenido la oportunidad de visitarla como una de la de más prestigio de la comarca, a la que acuden todos aquellos herrereños que tuvieron que emigrar y por ninguna causa quieren perderse la Feria de su pueblo natal.
El parque municipal, un recinto que posee una frondosa arboleda, jardines y calles de albero, invita al lucimiento de cualquier acontecimiento. Más de sesenta casetas, entre particulares y públicas, se instalan para la celebración de la Feria herrereña.
El calor reinante durante el mediodía no supone contratiempo alguno para acercarse a la feria y disfrutar del ambiente.
Un buen salmorejo elaborado a mano, el típico tapeo, antesala de una suculenta comida, proporcionan a los presentes la satisfacción de disfrutar de la Feria. 
Con el transcurrir de los años, la Feria de mediodía está ganando en esplendor. Dicen los que la viven con más intensidad que el ambiente es totalmente distinto: carrera de cintas a caballo, tertulia, elaboración de una buena comida: por ejemplo un buen salmorejo elaborado a mano, con productos de la tierra, entre ellos el aceite puro de oliva, visita a las casetas donde se comparte el vino de la tierra, incluso la despreocupación de no tener en cuenta el vestuario para esta ocasión, después de comer, cantar y bailar, una cita con el deporte, el trofeo de fútbol Villa de Herrera nos lleva al campo municipal de deportes para animar a nuestro equipo. Hay quién prefiere disfrutar de un espectáculo de doma vaquera celebrado este en un recinto colindante al de la feria. 
Caballistas, amazonas y coches de caballos, engalanados para la ocasión, pasean por la calle principal del recinto ferial, dando un mayor lucimiento a la Feria durante el mediodía.
Llegada la noche, la buena temperatura invita al paseo, a comprar en los puestos que se han ubicado con tal motivo, a pasearnos en las diferentes atracciones, todo esto antes de volver a adentrarnos en la magia de la Feria herrereña.
Las actuaciones de primera línea consiguen que tanto los herrereños como las personas venidas de pueblos colindantes acudan a la Caseta Municipal. 
Los jóvenes herrereños se sienten orgullosos de su Feria, la caseta que la Delegación de Juventud ubicó para ellos, y así poder compartir su tiempo de ocio entre esta caseta y la Municipal, consigue que hasta primeras horas de la mañana siguiente las dos casetas se conviertan en un hervidero de gentes venidas de todas partes
Después de la cena, y muchas horas de baile, los herrereños se trasladan a uno de los chiringuitos donde poder tomar un buen chocolate acompañado de una rueda de “jeringos” para reponer fuerzas. 
Para terminar, el domingo, como en todas las ferias, un juego de fuegos artificiales ilumina el cielo herrereño anunciando el final de la misma.

### Verbenas
- Verbena de las Arenitas

Se realiza como su nombre indica en el barrio de las Arenitas, disponiéndose de música y actuaciones para el disfrute de los herrereños.
- Verbena del Barribalto

Esta verbena se celebra en el barrio del Barribalto y al igual que en la otra verbena se puede disfrutar de música y actuaciones.
Ante la falta de afluencia de público, en la actualidad no se celebran.

### Mercado Medieval

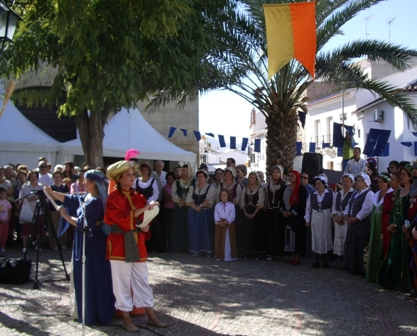
Mercado Medieval de Herrera (Sevilla).

El casco antiguo del pueblo (Barribalto) es el escenario de una vuelta al pasado donde los herrereños se involucran con su participación, ya sea incorporando su negocio, su espíritu acogedor o sus ganas de diversión durante uno de los fines de semana de octubre en el Mercado Medieval de Herrera.
Alrededor de la Parroquia de Santiago el Mayor y su plaza, un gran número de tabernas, posadas y puestos de artesanía poblarán, con sus productos, las calles permitiendo a los visitantes trasladarse unos siglos atrás en el tiempo. Entre las actividades que se han realizado a lo largo de los años y que podemos encontrar en el Mercado Medieval cabe citar las exposiciones de artesanía hechas por artesanos locales, los pasacalles, las degustaciones de brebajes, los talleres de manualidades, las actuaciones de fuegos y malabares, el teatro y la danza del vientre, así como actividades para los más pequeños, como cuentacuentos o las pintadas de caras.

### Verbena en honor a Ntra. Sra. del Rosario
Se celebra en agosto

### Procesión de Ntra. Sra. del Rosario
Nuestra Señora del Rosario, obra del siglo XVI, sale en procesión por las calles de Herrera cada sábado más cercano al 7 de octubre.

## Cultura

### Festival de Teatro ‘’Martín Arjona’’
En los meses de noviembre y diciembre de cada año se representan cerca de 30 obras teatrales del panorama nacional e internacional.
Muy conocido por la geografía andaluza.
Se suele premiar a muchos grupos en diferentes aspectos con el Herrero de oro.

### Música
Herrera también es conocido por un pueblo de músicos debido al afán y el interés por la música.
Además de tener Conservatorio en el cual los herrereños que quieran puedan estudiar, este pueblo, dispone de dos bandas de música además de grupos independientes.
- Asociación Cultural "Amigos de la Música" de Herrera, Sevilla (Banda de música)35 aniversario
- Asociación Cultural Musical Herrereña (Banda de música)http: www.bandamusicalherrereña.es
- Banda de cornetas y tambores Nuestra Señora de los Dolores La Columna (Banda de Cornetas y Tambores)

### Verano cultural
Son una serie de actividades con carácter cultural que se realizan durante el mes de julio promovidas por el ayuntamiento. Suelen representarse la gran mayoría de actos en la
Caseta Municipal, sita en el parque municipal Luis de la Señá María.
durante todo el mes de julio, presenta el cartel para el verano cultural: actuaciones musicales, representaciones teatrales, exposiciones, espectáculos para los niños, etc

## Deporte
Si por algo se caracteriza el pueblo de Herrera es por las infraestructuras deportivas (más abajo detalladas) y por la amplia participación ciudadana en el deporte y la cantidad de eventos que se realizan la categoría que poseen.
Entre las asociaciones deportivas de Herrera podemos encontrar:
- Fútbol: C.D.F. Herrera
- Baloncesto: C.D. Baloncesto Herrera
- Ciclismo: Club Cicloturista Herrera y Club MTB ``Saltalindes´´
- Tiro y caza con arco: Club Deportivo de Tiro y Caza con Arco de Herrera
- Atletismo: Club Atletismo Herrera
- Triatlón: C.D. Triatlón Herrera

### Infraestructuras deportivas
Herrera posee unas instalaciones formidables para la práctica del deporte, y no sólo las típicas de fútbol y baloncesto, sino de muchas otras con el fin de practicar novedosos deportes en pistas aptas para ello.
Las infraestructuras de las que podemos disfrutar en este pueblo son:
- Un campo de césped artificial (anteriormente campo de albero)
- Campo de césped natural
- Velódromo
- 2 pistas de tenis
- 4 pistas de fútbol sala
- 4 pistas de pádel
- Pista de arena de gato para el vóley playa, fútbol playa y otros deportes que se juegan en la playa.
- Pabellón municipal
- Además, rodeando el campo de césped, se encuentran 8 calles para andar y para correr (pista de atletismo homologada)
- Piscina municipal (cubierta y climatizada)
- Circuito permanente de trial en Bici junto al velódromo, construido con rocas, bloques de hormigón y materiales reciclados

## Gastronomía
Hablar de la gastronomía herrereña conlleva el tener presente en primer lugar un producto de calidad y reconocimiento a todos los niveles, que además se ha convertido en el principal motor económico de la comarca, el aceite de oliva. Sin duda el alma mater de todas las comidas y productos varios, destacando que las almazaras de este municipio han recibido varios premios otorgados por las más prestigiosas firmas de la alimentación.
Como fama tienen también la morcilla, el salmorejo, las migas, guisos o revueltos de espárragos, "Salmorejo del campo" (elaborado con: Pan, Aceite, Ajo, Vinagre, Tomate, Huevo, Pimiento, Atún), la "Olla con Pringá" (Garbanzos, Habichuelas verdes, Pimienta, Morcilla, Tocino, Carne) entre otros manjares. Así mismo se tienen en cuenta los productos de pastelería de Herrera como magdalenas, ochíos, tortas de aceite, brazo de gitano, pasteles de aljolí, o los bollos de leche, productos comercializados a lo largo de toda la geografía española.